# Ramón Echagüe y Méndez Vigo
Ramón Echagüe y Méndez de Vigo, III conde de Serrallo (Madrid, 15 de noviembre de 1852 – Madrid, 25 de noviembre de 1917) fue un militar y político español, director general de la Guardia Civil y ministro de la Guerra.  

## Biografía
Nacido el 15 de noviembre de 1852, era hijo del general Rafael Echagüe y Bermingham. Ingresó en la milicia en 1866 y combatió en las acciones del Norte de la tercera Guerra carlista y en la campaña de 1896 en Cuba, donde resultó herido en las lomas del Rosario. En 1887 sucedió a su padre como conde del Serrallo y grande de España. Ascendido a general de división fue Capitán general de Valencia entre 1911 y 1913. Fue director general de la Guardia Civil entre el 3 de marzo de 1913 y el 30 de octubre de 1913. Nombrado ministro de la Guerra en un Gobierno Dato el 27 de octubre de 1913 ocupó el cargo hasta su cese el 9 de diciembre de 1915. También fue senador vitalicio y gentilhombre grande de España con ejercicio y servidumbre.
Fue Ramón Echagüe, por muchos años, mejor amigo del político conservador Eduardo Dato.
Falleció en su ciudad natal el 25 de noviembre de 1917.